# هيو دورسي
هيو دورسي هو محامي وقاضي وسياسي أمريكي، ولد في 10 يوليو 1871 في فايتيفيل في الولايات المتحدة، وتوفي في 11 يونيو 1948 في أتلانتا في الولايات المتحدة. نشط حزبياً في الحزب الديمقراطي. وقد انتخب حاكم جورجيا ‏.